# Голдблум, Виктор
Виктор Чарльз Голдблум (фр. Victor Charles Goldbloom; 31 июля 1923, Монреаль — 15 февраля 2016, там же) — канадский врач-педиатр, политик и общественный деятель. Профессор Университета Макгилла, министр муниципальных дел и защиты окружающей среды Квебека в кабинете Робера Бурасса, комиссар по официальным языкам Канады, президент Канадского и Международного совета христиан и иудеев. Компаньон ордена Канады.

## Биография
Виктор Голдблум родился в 1923 году в Монреале. Он был старшим из двух сыновей в семье врача-педиатра Альтона Голдблума, сыгравшего важную роль в развитии Монреальской детской больницы. Виктор пошёл по стопам отца, поступив на медицинский факультет Университета Макгилла по окончании школы Селвин-Хауз и Коллежа Нижней Канады. Виктор получил диплом врача в 1945 году и после двух лет военной службы и стажировки в больницах Университета Макгилла и Колумбийского университета в Нью-Йорке получил лицензию специалиста-педиатра.
Во время стажировки в Нью-Йорке Голдблум познакомился с Шейлой Баршай, дочерью адвоката Джейкоба Сола Баршая, и они поженились в июне 1948 года. В дальнейшем Шейла стала профессиональным социологом, профессором Университета Макгилла. Сам Голдблум в течение 20 лет — с 1950 по 1970 год — также был профессором этого университета, преподавая там педиатрию, социологию и экономику медицины. С 1962 по 1966 год он занимал пост вице-председателя Коллегии врачей и хирургов Квебека; в эти годы он также возглавлял комитеты по медицинской экономике в различных квебекских и федеральных медицинских организациях.
В 1966 году Голдблум как кандидат от Либеральной партии был избран депутатом Законодательного собрания Квебека от провинциального избирательного округа Д’арси-Макги. Он успешно переизбирался в провинциальный парламент в 1970, 1973 и 1976 годах. 12 мая 1970 года он получил пост министра без портфеля в кабинете Робера Бурасса, став первым в истории евреем, занявшим министерский пост в Квебеке. 21 февраля 1973 года Голдблум возглавил министерство муниципальных дел Квебека, а в ноябре того же года стал министром муниципальных дел и защиты окружающей среды — первым в истории Квебека министром экологии. В этой должности он сыграл ключевую роль в процессе подготовки городской инфраструктуры и спортивных комплексов Монреаля к Олимпийским играм 1976 года (позже его называли «человеком, который спас Монреальскую Олимпиаду»). Однако осенью 1976 года ему пришлось оставить свой пост в связи с поражением либералов на провинциальных выборах, где их обошла Квебекская партия. Голдблум, в этом году в очередной раз успешно переизбравшийся в Национальное собрание, сложил с себя полномочия депутата в октябре 1979 года, когда лидером квебекских либералов стал Клод Райан.
Уйдя из большой политики, Голдблум продолжал активную общественную деятельность, в частности в рамках налаживания христианско-иудейского диалога. В 1979 году он занял должность президента Канадского совета христиан и иудеев — организации по межконфессиональным связям, которую занимал до 1987 года. Параллельно, с 1982 по 1990 год, он также был президентом Международного совета христиан и иудеев. Он также продолжал работать в сфере здравоохранения и защиты окружающей среды. С сентября 1987 года по начало 1990 года он возглавлял квебекское Бюро по публичным слушаниям по вопросам экологии, а затем до июня 1991 года — Квебекский фонд исследований в области здравоохранения.
В 1991 году Голдблум был назначен комиссаром по официальным языкам Канады и оставался на этом посту до 1999 года. В должности комиссара по официальным языкам Голдблум руководил двумя широкомасштабными исследованиями. Первое из них касалось доступности услуг на обоих официальных языках Канады в правительственных учреждениях, по статуту определяемых как двуязычные — его результаты показали, что, несмотря на декларируемый законом билингвизм, в действительности доступность услуг на французском языке ниже, чем на английском. Второе исследование рассматривало пути реализации федерального Закона об официальных языках, включая возможность передачи вопросов координации языковой политики в Канаде в ведение департамента Тайного совета.
В 1999 году Голдблум, один из основателей Фонда Жюля и Поля-Эмиля Леже (благотворительной организации, занимающейся ресоциализацией отвергнутых обществом граждан), стал его президентом (с 2002 года — почётный президент). С 2002 года возглавлял правление регионального совета по здравоохранению и социальным услугам Центрального Монреаля (занимая эту должность вплоть до 2015 года). В 2005 году занял пост председателя Монреальской еврейской службы помощи иммигрантам, а в 2007 году — президента Квебекского регионального отделения Канадского еврейского конгресса. В 2015 году вышли в свет его мемуары.
Виктор Голдблум умер от сердечного приступа в возрасте 92 лет в феврале 2016 года. Он оставил после себя жену Шейлу, с которой прожил 67 лет, и детей Сьюзен (в замужестве Рестлер), Майкла (бывшего главного редактора Montreal Gazette и Toronto Star, а позже — ректора Университета Бишопс) и Джонатана.

## Признание заслуг
Заслуги Виктора Голдблума были отмечены почётными учёными степенями ряда вузов, среди которых Университет Макгилла, Университет Торонто, Университет Конкордия, Оттавский университет и Университет Святой Анны.
В 1983 году Голдблум стал офицером Ордена Канады. В наградном листе отмечались его заслуги перед Квебеком как парламентария, министра и руководителя Канадского совета христиан и иудеев. В 2000 году Голдблум был произведён в компаньоны Ордена Канады — высшая степень этой награды — с учётом его вклада в дело развития канадского билингвизма. С 1991 года он был также офицером Национального ордена Квебека, а в 2012 году его заслуги в продвижении христианско-иудейского диалога были отмечены римским папой Бенедиктом XVI, который произвёл Голдблума в рыцари Ордена Святого Сильвестра.